# Моя красотка (фильм)
«Моя красотка» (англ. There Goes My Baby) — кинофильм. Снят в 1991, однако вышел 2 сентября 1994.

## Сюжет
Фильм о жизни американских подростков конца 60-х. Фильм показывает их жизнь одну ночь и один день. Их переживание, споры. Фильм о дружбе молодых людей.

## В ролях
- Дермот Малруни — Пират
- Рик Шродер — Стик
- Келли Уильямс — Sunshine
- Ноа Уайли — Майкл Финнеган
- Джилл Шелен — Бабетта
- Кристин Минтер — Трейси
- Люси Дикинс — Мэри Бет
- Кеннет Рэнсом — Кальвин
- Сеймур Кэссел — Поп
- Пол Глисон — мистер Бартон
- Фредерик Коффин — мистер Маран
- Джанет МакЛахлан — Лотти
- Эндрю Робинсон — Фрэнк
- Хамбл Харв Миллер — The Beard
- Шон Гринблатт — Морриси

## Интересные факты
- Слоган фильма «It was the summer of '65. Rock 'n' roll was alive. And the future of this country went looking for America.»
- Фильм полностью провалился в прокате
- В русском варианте перевод А вот и моя крошка